# Оровил (Калифорния)
Вижте пояснителната страница за други населени места с името Оровил.
Оровил (на английски: Oroville) е град и окръжен център на окръг Бют в щата Калифорния, САЩ. Оровил е с население от 13 004 жители (към 2000 г.) и има обща площ от 31,80 км² (12,30 мили²). Оровил има средиземноморски климат. В Оровил се намира портокаловото дърво майка, най-старото портокалово дърво в Северна Калифорния, докарано от Мексико. Дървото е засадено през 1856 г. и е високо 18 метра (60 фута) и ражда средно по 273 кг (600 паунда) портокали, които зреят между февруари и май всяка година.